# 榊原魁
榊原魁（さかきばら かい、1996年7月29日 - ）はオーストラリアの自転車競技（BMX）選手。自転車競技（BMX）選手の榊原爽は妹。

## 経歴
オーストラリアクイーンズランド州ゴールドコースト出身。イギリス人の父親と日本人の母親の間に生まれる。
4歳からの6年間を東京都府中市で過ごし、2007年に再びオーストラリアへ引っ越した。
2020年2月、BMXレーシングUCIワールドカップでレース中に転倒して一時意識不明となり半身麻痺となる大けがを負いリハビリを続けている。

## 成績
- 2008年 - BMX世界選手権3位[1]
- 2010年 - BMX世界選手権3位[1]
- 2013年 - オセアニア選手権3位[1]
- 2014年 - オセアニア選手権2位[1]
- 2017年 - オセアニア選手権優勝[1]、オーストラリア選手権優勝[1]